# Distretto di Mai Kaen
Il distretto di Mai Kaen (in thailandese: ไม้แก่น) è un distretto (amphoe) della Thailandia, situato nella provincia di Pattani.